# Cattedrale dell'Annunciazione (Pavlodar)
La cattedrale dell'Annunciazione (in russo Благовещенский собор?-  Blagoveschensky sobor) è una cattedrale dedicata all'Annunciazione della Theotókos. Sorge nella città di Pavlodar, in Kazakistan, ed è sede dell'eparchia di Pavlodar ed Ekibastūz.

## Storia
Nel 1990, l'arcivescovo di Almaty e Kazakhstan Alessio (Kutepov) ha benedetto la costruzione della cattedrale di Pavlodar. Il 17 maggio del 1990, il consiglio comunale della città ha destinato il terreno per l'edificazione della chiesa nel quartiere numero 2. Nel 1993 la costruzione è iniziata, è stata sospesa per quattro anni per poi riprendere nel 1998. La nuova cattedrale di Pavlodar è stata inaugurata il 22 ottobre del 1999 dall'arcivescovo Alessio.
Il 2 agosto del 2000 la cattedrale è stata visitata dal presidente del Kazakistan, Nursultan Nazarbayev che ha donato alla chiesa un'icona di Cristo Salvatore.